# The Dreadful Hours
 (novembre 2023).
Si vous disposez d'ouvrages ou d'articles de référence ou si vous connaissez des sites web de qualité traitant du thème abordé ici, merci de compléter l'article en donnant les références utiles à sa vérifiabilité et en les liant à la section « Notes et références ».
Albums de My Dying Bride
Meisterwerk 2 The Voice Of The Wretched
The Dreadful Hours est le septième album studio du groupe de doom metal/metal gothique britannique My Dying Bride. Sorti en 2001, il a remporté un immense succès.

## Composition du groupe
- Aaron Stainthorpe : chant
- Andrew Craighan : guitare
- Hamish Glencross : guitare
- Adrian Jackson : basse
- Shaun Steels : batterie

Guests
- Johnny Maudlin (Bal-Sagoth) : claviers
- Yasmin Ahmed : claviers sur A Cruel Taste Of Winter

## Liste des chansons
1. The Dreadful Hours - 9:23
2. The Raven And The Rose - 8:12
3. Le Figlie Della Tempesta - 10:08
4. Black Heart Romance - 5:23
5. A Cruel Taste Of Winter - 7:36
6. My Hope, The Destroyer - 6:44
7. The Deepest Of All Hearts - 8:56
8. The Return To The Beautiful - 14:23